# がんばる太郎
がんばる太郎（がんばるたろう、1991年7月1日 - ）は、日本のお笑い芸人。本名は仲田 昂平（なかだ こうへい）。茨城県龍ケ崎市出身。ワタナベエンターテインメント所属。

## 来歴
2017年、スクールJCAに26期生として入学した。JCAを卒業後、2018年にワタナベコメディスクールの28期生として入学し、翌年3月に主席で卒業した。2019年からワタナベエンターテインメント所属となる。
2018年7月1日、トリオ「つばめ花火」を結成した。その後、1年目からワタナベお笑いNo.1決定戦準決勝に進み、各メディアに出演した。ウチのガヤがすみません! （日本テレビ）でトリオ初出演を果たし、がんばる太郎がメインのコーナー企画が始まると、ふざけすぎたキャラクターが一部の視聴者から伝説と称されるもさすがにやりすぎであると放送後のSNSでは番組の在り方に賛否両論の声が多数あったが、最終的にフィフィががんばる太郎を称賛する形となって収束した。
またワタナベエンターテインメントの事務所ライブで、四千頭身とのコラボ漫才も披露していた。
2021年3月31日、つばめ花火を解散した。その後ピン芸人に転身し、わずか半年で2022年R-1グランプリの準々決勝進出を果たす。
2021年4月から2023年3月までの2年間をフリーのピン芸人として活動したのち、2023年4月からピン芸人として再びワタナベエンターテインメントに所属になった。

## 人物
身長171cm。体重75kg。
茨城県立藤代高等学校に在学中には甲子園大会に出場したことがある野球部に所属し、外野手を務めベンチ入りメンバーの実績を持つ。
野球では様々なエピソードがあり、現在は千葉ロッテマリーンズに在籍する投手・東條大樹からタイムリーヒットを打ったり、夏の大会1ヶ月前に自打球による膝蓋骨骨折をしたが骨折したままヒットを打ち、そのまま盗塁にも成功したという逸話もある。
高校卒業後は大学受験のセンター試験で日本史満点をとり、明治大学農学部に入学した。
大学卒業後、USENに勤め食べログの営業を担当した。
特技は、モノマネ。トリオ時代にもピンで番組初出演を果たし、快答!50面SHOW（TBSテレビ）では江頭2:50のモノマネを披露し、司会者の加藤浩次に番組内で「普通にうまい」と評価された。
渋谷にある1916年創業の銭湯「改良湯」で2022年11月より熱波師としてデビューした。改良湯所属のアウフグーサー登録となる。サウナスパ健康アドバイザーや銭湯検定3級などの資格を持つ。

## 賞レース

### R-1グランプリ
・2021年、1回戦敗退。
・2022年、準々決勝進出。
・2023年、2回戦進出。
・2024年、2回戦進出。

### M-1グランプリ
・2019年、2回戦進出（つばめ花火として）
・2020年、2回戦進出（つばめ花火として）
・2022年、2回戦進出（伊東先生とがんばる太郎として）
・2023年、2回戦進出（がんばる太郎としーしーしょうまとして）
・2024年、2回戦進出（がんばる太郎としーしーしょうまとして）

## 出演

### テレビ
- ウチのガヤがすみません![4]（2020年10月13日、日本テレビ）
  - 「芸人風紀委員会、愛すべき変わり者SP」というコーナー内で、「やってはいけないことをやってしまう男」として企画が組まれる。
- 快答！50面SHOW[5]（2020年7月25日、TBSテレビ）
  - 「MCとして出世しそうな40歳以下芸人は？」とアンケートで、モノマネを披露。
- 有田P おもてなす[6]（2019年7月6日、NHK総合）
  - 「武田真治さんをもてなすネタをぶちかましてます！」のコーナーで、「爆裂ボーイズ」の一員として出演。

### ラジオ
- サンドウィッチマンの天使のつくり笑い[7]（2019年12月9日、NHKラジオ第1）
  - サンドウィッチマン司会のもと、2丁拳銃・かが屋・ダンビラムーチョ・ロマン峠らと共にパーソナリティとして出演。